# Laothoe
Laothoe — рід лускокрилих комах родини бражникових (Sphingidae). Містить 7 видів.

## Поширення
Рід досить поширений у Палеарктиці.

## Опис
Задні крила широкі, з глибокою виїмкою по зовнішньому краю перед вершиною. Хоботок скорочений, не функціонує. Вусики самців веретеноподібні, потовщені в середній частині і поступово тоншають.

## Спосіб життя
Гусениці живляться листям на деревах та чагарниках з родини вербових (Salicaceae).

## Види
- Laothoe amurensis (Staudinger, 1892)
- Laothoe austanti (Staudinger, 1877)
- Laothoe habeli Saldaitis, Ivinskis & Borth, 2010
- Laothoe philerema (Djakonov, 1923)
- Laothoe populeti (Bienert, 1870)
- Laothoe populetorum (Staudinger, 1887)
- Laothoe populi (Linnaeus, 1758) — бражник тополевий

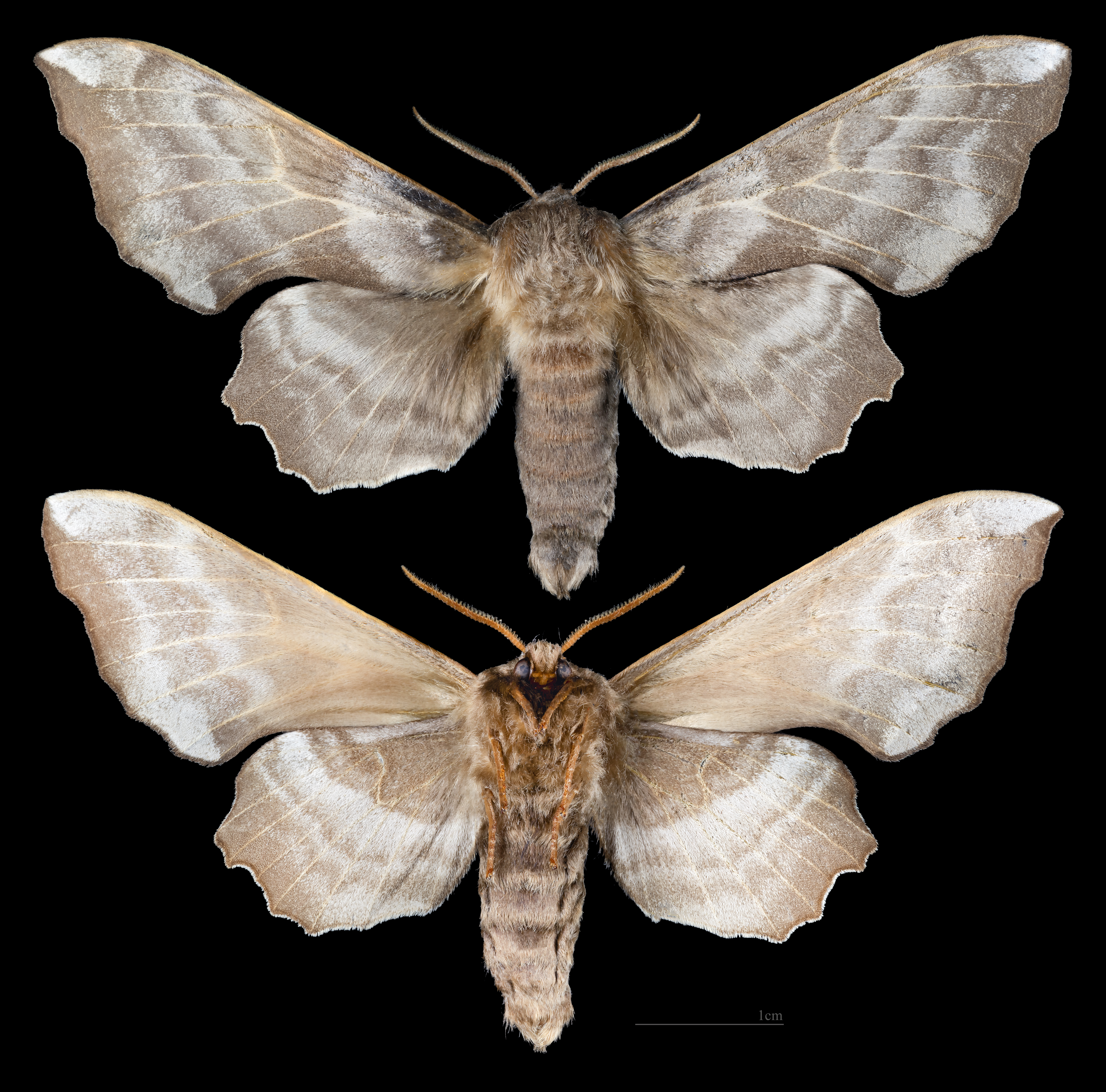
Laothoe amurensis
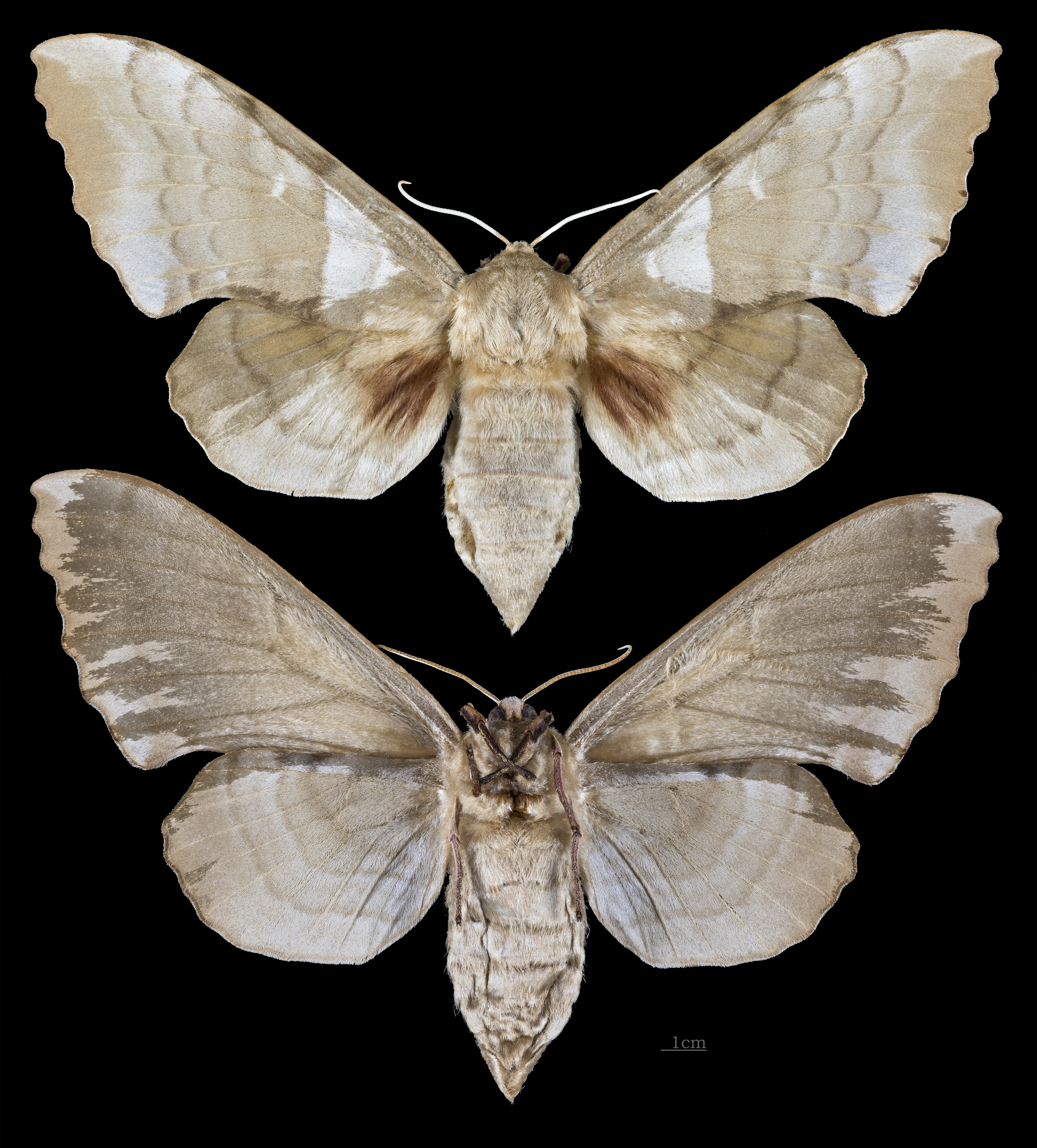
Laothoe austauti
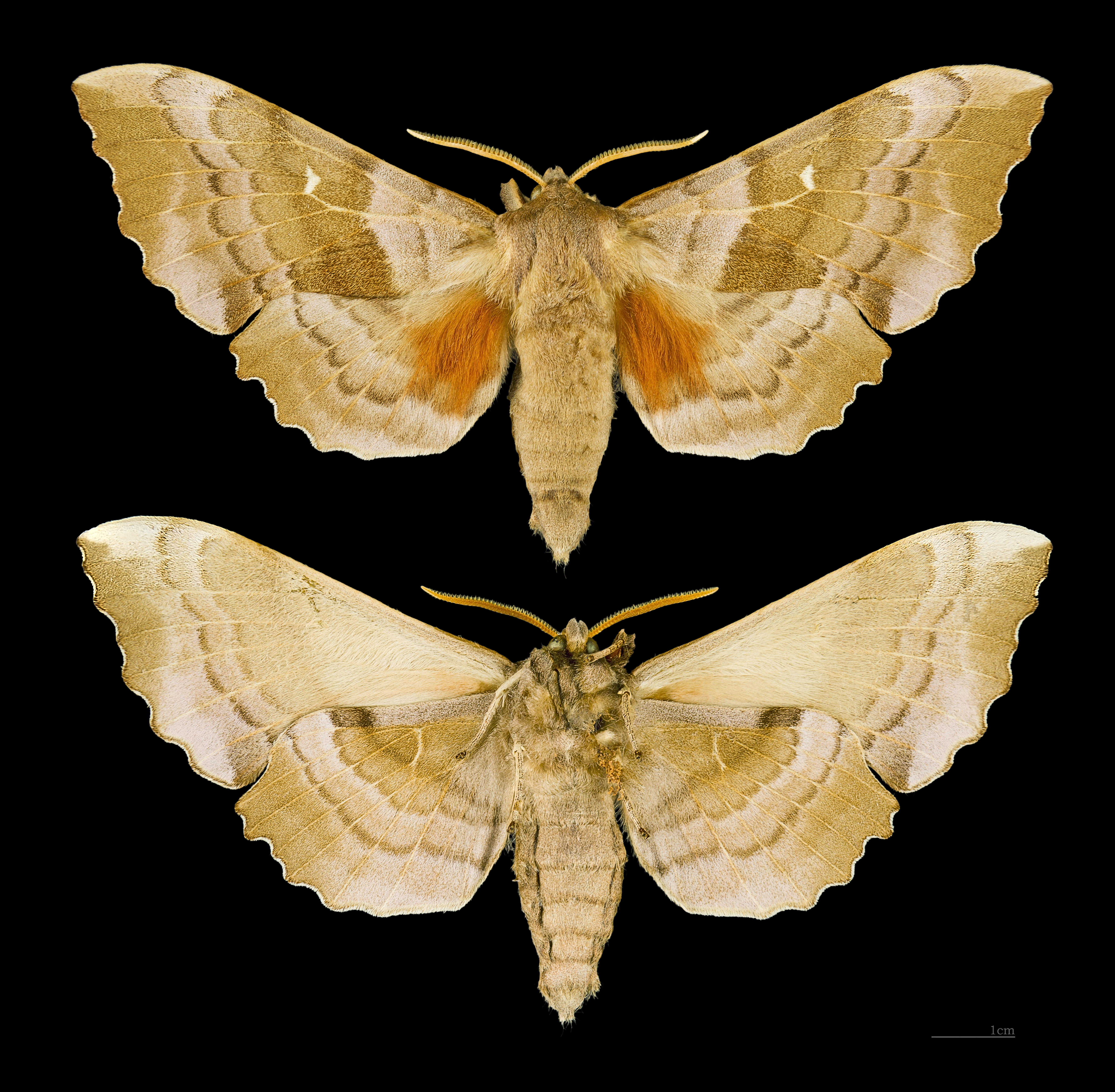
Laothoe populi